# All of Me (NOFX)
All of Me è un singolo 7" pubblicato dal gruppo punk rock NOFX nel 1996.

## Tracce
1. All of Me - 2:05
2. The Desperation's Gone

## Formazione
- Fat Mike - basso e voce
- El Hefe - chitarra e voce
- Eric Melvin - chitarra
- Erik Sandin - batteria